# Avenue Ménelotte
L'avenue Ménelotte est une voie de communication située à Colombes, dans le département des Hauts-de-Seine.

## Situation et accès

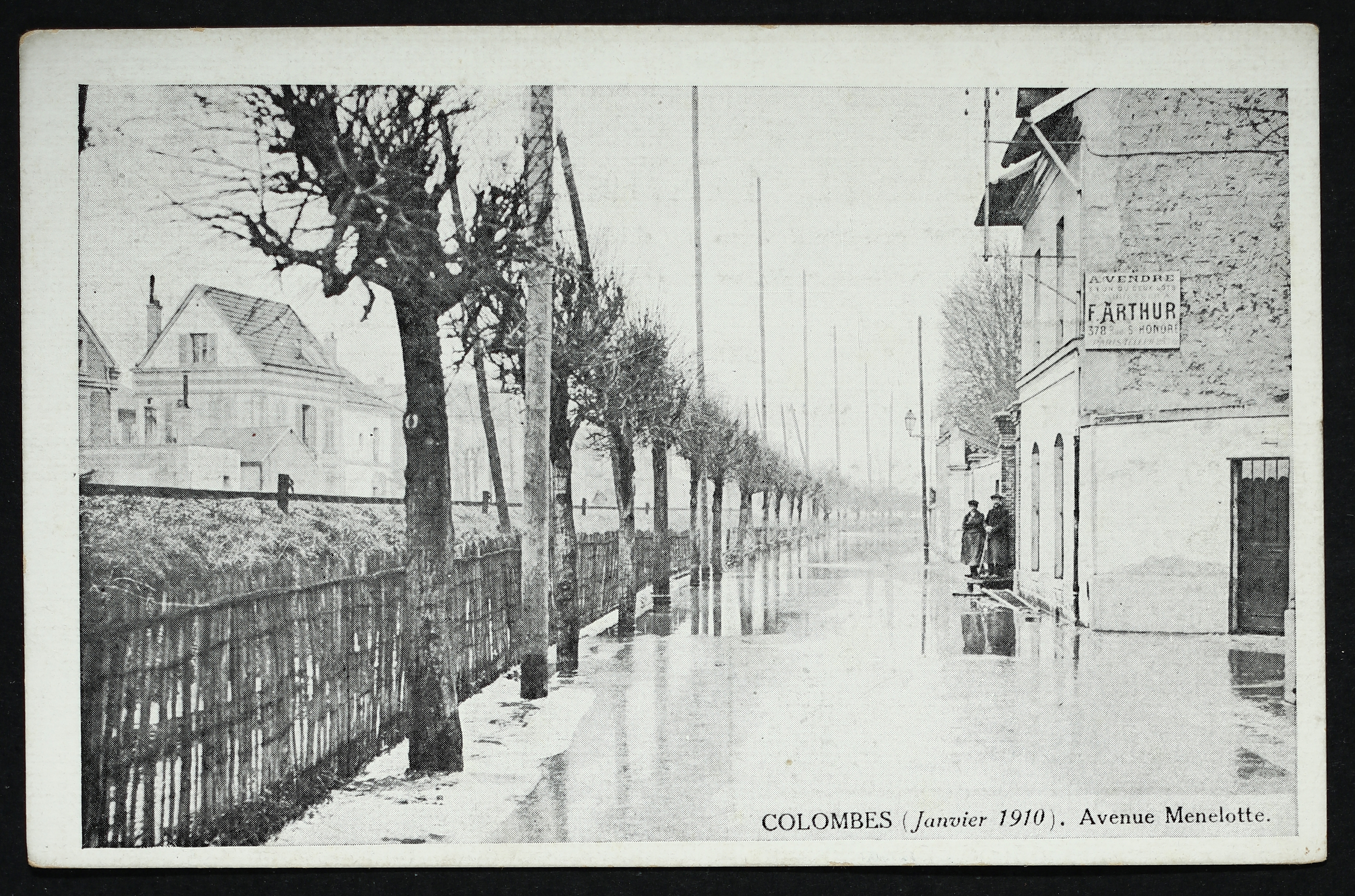
L'avenue Ménelotte, janvier 1910.

L'avenue Ménelotte est accessible par la gare du Stade au nord et par la gare de Colombes au sud.
Elle rencontre notamment le boulevard Gambetta, la rue Besson et la rue des Champarons. Elle se termine au sud, à l'intersection de la rue Saint-Denis et de l'avenue de l'Agent-Sarre.

## Origine du nom
Cette avenue tient son nom de Jean-Baptiste Ménelotte, notaire, maire de la ville de 1840 à 1843.

## Historique

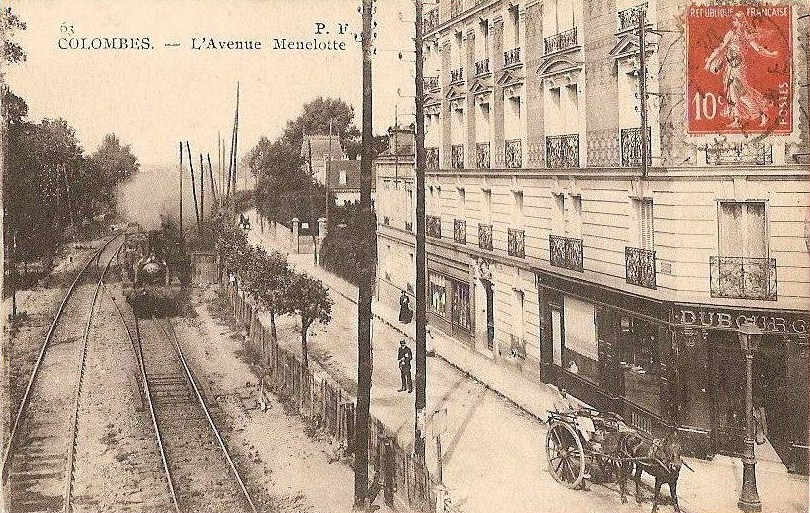
L'avenue Ménelotte vers 1910.

L'histoire de cette voie de circulation remonte à la création de la ligne de Paris-Saint-Lazare à Ermont - Eaubonne en 1837.

## Bâtiments remarquables et lieux de mémoire
- C'est au no 18, dans un des bâtiments de la société Guerlain, que l'ingénieur chimiste Eugène Turpin découvrit la mélinite en 1885[3].
- En juin 1945 y fut découvert, dans l'hôtel-pension Le Plaisance, une cache d'espions de la Gestapo[4].
- Fondation Perce-Neige, établie dans l'ancienne maison Guerlain, bâtie en 1848[5].